# Carmelo Agnetta
Carmelo Agnetta (Caserta, 22 agosto 1823 – Massa, 4 aprile 1889) è stato un prefetto e patriota italiano.

## Biografia
Figlio di genitori siciliani, Giuseppe, ufficiale di carriera, e Marianna Petronilla Gerardi. Il padre scomparve che egli era ancora bambino ed egli fu allevato, insieme a due fratelli e una sorella, dallo zio Natonio Agnetta, avvocato e patriota; studiò a Palermo.
Carmelo partecipò all'insurrezione di Messina, il 1º settembre 1847, poi a quella del 1848 con un ruolo sia militare che civile. Fu inviato in missione a Parigi e a Londra dove conobbe Carlo Luigi Napoleone.
Nel 1849 lasciò la Sicilia e incontrò Francesco Crispi. Nel 1850 fu di nuovo a Parigi, anche perché gli era proibito tornare in Sicilia. Partecipò alla seconda guerra d'indipendenza italiana e alla spedizione dei Mille, imbarcandosi nella notte del 25 maggio 1860 a Genova per Marsala con 60 compagni e 100 000 cartucce, a bordo della piccola nave Utile. Si trattava del carico di armi e munizioni che non erano state imbarcate sul Piemonte e Lombardo a causa del mancato incontro con il battello delle armi  vedere: la mancata consegna della armi, sull'Utile si imbarcò anche il gruppo di circa 20 garibaldini che avrebbero dovuto imbarcarsi insieme alle armi.
Arrivato a Marsala venne provocato da Nino Bixio, con il quale ebbe un violento diverbio il 30 maggio 1860 nella chiesa di S.Giuseppe, cosa che portò ad un'inimicizia durevole, che terminò in un duello nel quale Bixio fu ferito ad una mano, il duello si tenne dopo la fine della campagna, in quanto Garibaldi non consentiva duelli durante le operazioni militari. 

Nel frattempo Agnetta fece una rapida carriera militare divenendo via via capitano, aiuto maggiore, maggiore.
Nel 1861 Agnetta lasciò l'esercito e intraprese, dal 1862, la carriera prefettorale, quale consigliere di 3ª classe nella prefettura di Palermo. Rimase attivo, in varie provincie, in questa amministrazione per ventisette anni. La sua carriera conobbe degli impedimenti per via della sua personalità violenta che lo portò ad essere degradato varie volte.
Sposò Francesca Emilia Sauvet, vedova Thouvenel.
Agnetta morì d'asma il 4 aprile 1889 a Massa.

## Opere
- Documenti biografici di Carmelo Agnetta, Acireale, Tipografia di Giuseppe Donzuso, 1876.